# Hell is Here
Hell is Here – album studyjny szwedzkiego zespołu melodic death metalowego The Crown. Wydawnictwo ukazało się 19 marca 1999 roku nakładem wytwórni muzycznej Metal Blade Records.

## Lista utworów
Opracowano na podstawie materiału źródłowego.
1. "The Poison" - 03:17
2. "At the End" - 04:42
3. "1999 - Revolution 666" - 05:21
4. "Dying of the Heart" - 05:57
5. "Electric Night" - 02:32
6. "Black Lightning" - 03:26
7. "The Devil and the Darkness" - 04:52
8. "Give You Hell" - 02:54
9. "Body and Soul" - 03:11
10. "Mysterion" - 03:29
11. "Death by My Side" - 07:28